# Yangcun, Guangdong
Yangcun (kinesiska: 杨村) är en köping i sydöstra Kina. Den ligger i Boluo härad i staden Huizhou i provinsen Guangdong,omkring 130 kilometer öster om provinshuvudstaden Guangzhou. Antalet invånare är 41 958. Befolkningen består av 20 285 kvinnor och 21 673 män. Barn under 15 år utgör 21,0 %, vuxna 15-64 år 68 %, och äldre över 65 år 10,0 %.